# 山本正一
山本 正一（やまもと しょういち、1901年（明治34年）4月15日 - 1979年（昭和54年）9月17日）は、日本の政治家、弁護士。鎌倉市会議員、神奈川県会議員(鎌倉市選挙区)、衆議院議員（5期)、鎌倉市長(3期)。山梨県生まれ、東京都出身。

## 略歴
- 日本大学専門部法律科を卒業し、弁護士になる。
- 1940年2月22日-鎌倉市会議員(市内大町在住)当選、1940年6月10日-神奈川県会議員(鎌倉市選挙区)当選(1946年4月辞任)。
- 1946年-第22回衆議院議員総選挙初当選(鎌倉市を含む神奈川県選挙区(大選挙区))（日本自由党）
- 1947年-第23回衆議院議員総選挙不出馬
- 1952年-第25回衆議院議員総選挙(鎌倉市を含む神奈川県第2区(中選挙区)で当選（自由党）
- 1953年-第26回衆議院議員総選挙当選（鳩山自由党）
- 1954年8月-第5次吉田内閣北海道開発政務次官
  - 12月-衆議院議員を辞職し[4]、鳩山一郎内閣総理大臣秘書官を務める
- 1955年-第27回衆議院議員総選挙当選（日本民主党）
- 1956年-第11代裁判官弾劾裁判所裁判長[5]。
- 1958年5月-第28回衆議院議員総選挙当選（自由民主党）
  - 8月-衆議院議員を辞職。野田武夫が繰り上げ当選。
  - 9月-鎌倉市長選挙当選[6]。1970年まで3期連続で務める(鎌倉市発足以来3期連続当選した唯一の鎌倉市長)。

## その他
- 墓は神奈川県鎌倉市二階堂の覚園寺にある[7]。